# Copa Siemens
La Copa Siemens fue una copa de fútbol internacional de carácter amistosa organizada por la empresa alemana Siemens AG, que enfrentó al Racing Club de Argentina contra el FC Bayern Múnich de Alemania. El encuentro se jugó en el estadio Presidente Perón, Buenos Aires, Argentina, ante 70 000 espectadores, con resultado de 3-2 a favor del equipo argentino.

## Historia
Durante la gira por Sudamérica del FC Bayern Múnich en 1966, la empresa alemana Siemens AG que inauguraba el nuevo sistema lumínico del estadio Presidente Perón, el más moderno de Latinoamérica, decidió enfrentar al popular Equipo de José contra el poderoso equipo alemán de Franz Beckenbauer en una copa internacional amistosa a partido único.
La copa la obtendría el conjunto oriundo de Avellaneda, quién luego se consagraría al siguiente año como el primer equipo argentino campeón mundial.

## Clubes participantes
Se dieron en el marco de la gira por Sudamérica del FC Bayern Múnich y de la inauguración de las nuevas luces del Estadio Presidente Perón por la empresa alemana Siemens AG.
| Equipo           | Último logro                        |
| ---------------- | ----------------------------------- |
| Racing Club      | Campeón de Primera División 1966    |
| FC Bayern Múnich | Campeón de la Copa de Alemania 1966 |

## Resultado
| 19 de diciembre de 1966 | Racing Club                                            | 3:2 (1:2) | FC Bayern Múnich   | Estadio Presidente Perón, Avellaneda                           |                                                                |
|                         | 14' R. Díaz · 51' J. C. Cárdenas · 68' J. J. Rodríguez |           | 10', 47' G. Müller | Asistencia: 70 000 espectadores Árbitro(s): Roberto Goicoechea | Asistencia: 70 000 espectadores Árbitro(s): Roberto Goicoechea |

### Detalles del partido
|            | POR        | Luis Carrizo         |  |
|            | DEF        | Oscar Martín         |  |
|            | DEF        | Alfio Basile         |  |
|            | DEF        | Nelson Chabay        |  |
|            | DEF        | Rubén Osvaldo Díaz   |  |
|            | MED        | Juan Carlos Rulli    |  |
|            | MED        | Miguel Mori          |  |
|            | MED        | Juan José Rodríguez  |  |
|            | DEL        | Jaime Martinoli      |  |
|            | DEL        | Humberto Maschio     |  |
|            | DEL        | Juan Carlos Cárdenas |  |
| Entrenador | Entrenador | Juan José Pizzuti    |  |

|            | POR        | Sepp Maier               |  |
|            | DEF        | Adolf Kunstwadl          |  |
|            | DEF        | Peter Kupferschmidt      |  |
|            | DEF        | Werner Olk               |  |
|            | DEF        | Hans-Georg Schwarzenbeck |  |
|            | MED        | Rainer Ohlhauser         |  |
|            | MED        | Franz Beckenbauer        |  |
|            | MED        | Hans Rigotti             |  |
|            | DEL        | Rudolf Nafziger          |  |
|            | DEL        | Gerd Müller              |  |
|            | DEL        | Dieter Brenninger        |  |
| Entrenador | Entrenador | Zlatko Čajkovski         |  |

|  | POR | Agustín Mario Cejas |  |
|  | MED | João Cardoso        |  |
|  | DEL | Fernando Parenti    |  |

|  | MED | Robert Grosser   |  |
|  | MED | Dieter Koulmann  |  |
|  | DEL | Rainer Ohlhauser |  |

| Anotado | 14' | Rubén Osvaldo Díaz   |  |
| Anotado | 51' | Juan Carlos Cárdenas |  |
| Anotado | 68' | Juan José Rodríguez  |  |

| Anotado | 10' | Gerd Müller |  |
| Anotado | 47' | Gerd Müller |  |

| Árbitro | Roberto Goicoechea |

|            | POR        | Luis Carrizo         |  |
|            | DEF        | Oscar Martín         |  |
|            | DEF        | Alfio Basile         |  |
|            | DEF        | Nelson Chabay        |  |
|            | DEF        | Rubén Osvaldo Díaz   |  |
|            | MED        | Juan Carlos Rulli    |  |
|            | MED        | Miguel Mori          |  |
|            | MED        | Juan José Rodríguez  |  |
|            | DEL        | Jaime Martinoli      |  |
|            | DEL        | Humberto Maschio     |  |
|            | DEL        | Juan Carlos Cárdenas |  |
| Entrenador | Entrenador | Juan José Pizzuti    |  |

|            | POR        | Sepp Maier               |  |
|            | DEF        | Adolf Kunstwadl          |  |
|            | DEF        | Peter Kupferschmidt      |  |
|            | DEF        | Werner Olk               |  |
|            | DEF        | Hans-Georg Schwarzenbeck |  |
|            | MED        | Rainer Ohlhauser         |  |
|            | MED        | Franz Beckenbauer        |  |
|            | MED        | Hans Rigotti             |  |
|            | DEL        | Rudolf Nafziger          |  |
|            | DEL        | Gerd Müller              |  |
|            | DEL        | Dieter Brenninger        |  |
| Entrenador | Entrenador | Zlatko Čajkovski         |  |

|  | POR | Agustín Mario Cejas |  |
|  | MED | João Cardoso        |  |
|  | DEL | Fernando Parenti    |  |

|  | MED | Robert Grosser   |  |
|  | MED | Dieter Koulmann  |  |
|  | DEL | Rainer Ohlhauser |  |

| Anotado | 14' | Rubén Osvaldo Díaz   |  |
| Anotado | 51' | Juan Carlos Cárdenas |  |
| Anotado | 68' | Juan José Rodríguez  |  |

| Anotado | 10' | Gerd Müller |  |
| Anotado | 47' | Gerd Müller |  |

| Árbitro | Roberto Goicoechea |

| Bandera de Argentina           |
| Campeón Racing Club 1.o título |